# أمفيسيونيات

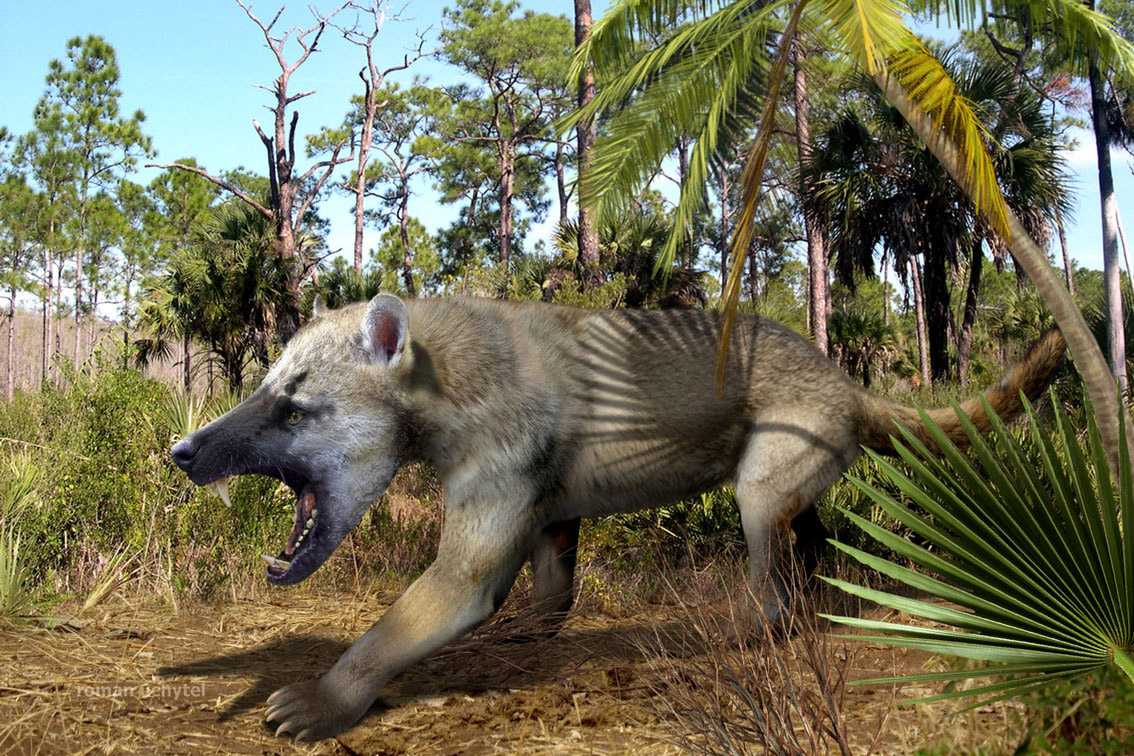
إعادة إنشاء الأمفيسيون إنجينس

الأمفيسيونيات (Amphicyonidae) أو الدببة الكلاب (بالإنجليزية: Bear dogs)‏ هي فصيلة منقرضة من آكلات اللحوم عاشت في أمريكا الشمالية وأوروبا وآسيا وأفريقيا من الإيوسين الأوسط إلى البليستوسين المبكر، تواجدت لمدة 44.4 مليون سنة تقريبًا.